# 普拉代勒
普拉代勒（法語：Pradelles，法語發音：[pʁadɛl]）是法国上卢瓦尔省的一个市镇，位于该省南部，与洛泽尔省接壤，属于勒皮区。普拉代勒是法国100个最美村庄之一。

## 地理
普拉代勒（44°46'10"N, 3°52'56"E）面积17.48 平方千米，位于法国奥弗涅-罗讷-阿尔卑斯大区上盧瓦爾省，法国中央高原腹地，境内以山地为主，起伏较大。
与普拉代勒接壤的市镇（或旧市镇、城区）包括：莱斯佩龙、朗戈涅、圣艾蒂安迪维冈、圣保罗德塔尔塔斯、诺萨克-丰塔讷。
普拉代勒的时区为UTC+01:00、UTC+02:00（夏令时）。

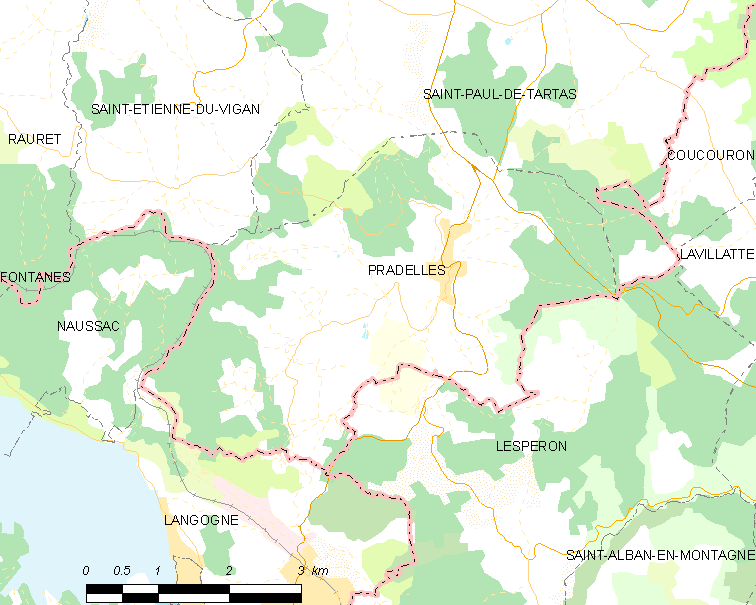
普拉代勒的OSM定位图

## 行政
普拉代勒的邮政编码为43420，INSEE市镇编码为43154。

## 政治
普拉代勒所属的省级选区为火山沃莱县。

## 交通
法国国道N88线和N102线在此交汇。朗戈涅站为最近的铁路车站，距离普拉代勒大约9公里。

## 人口

1962-2008年间普拉代勒人口变化图示

普拉代勒于2022年1月1日时的人口数量为535人。

## 人物
- 让·博杜安（法语：Jean Baudoin (académicien)）（1590－1650），法国文学奖，法兰西学院首批入选人物之一，出生于普拉代勒[2]